# Vitales
Classification APG II (2003)
Classification APG III (2009)
Ordre
Les Vitales sont un ordre de plantes dicotylédones.
Cet ordre a été réintroduit dans la Angiosperm Phylogeny Website et ne comprend qu'une seule famille :
- Vitaceae (famille des vignes)

Il n'existe donc pas dans la classification classique de Cronquist (1981).
De même, il n'existe pas en classification phylogénétique APG II (2003), qui a assigné la famille des Vitaceae à la base des Rosidées.
Sa validité a été confirmée par la classification APG III.